# Rimpelroos
Rimpelroos of Japanse bottelroos (Rosa rugosa) is een soort uit het geslacht roos (Rosa). Het is een van oorsprong Oost-Aziatische struik die (onder andere) in België en Nederland veel wordt aangeplant en verwilderd. Het is alhier een invasieve exoot die schadelijk is voor de natuur, in het bijzonder de kalkrijke duinen.

## Determinatie
De 1–2 m hoge struiken vermenigvuldigen zich behalve door zaadvorming ook vanuit de wortelopslag. Hierdoor vormen ze vaak dichte struwelen. De jonge takken zijn viltig behaard. De niet met klieren bezette takken zijn zeer dicht bezet met grote, rechte, behaarde stekels en kleine, onbehaarde, naaldvormige stekels. De stekels zijn 0,3–1 cm lang.
De bladeren zijn geveerd met vijf tot negen, elliptische, niet met klieren bezette deelblaadjes. Ze hebben een licht afgeronde bladvoet en een enkelvoudig gezaagde bladrand. Ieder deelblaadje is 2–5 cm lang en 1,5–3 cm breed. De nerven zijn duidelijk ingevallen ten opzichte van de rest van het blad. De onbehaarde bovenzijde van een deelblaadje is donker groen en de dichtbehaarde onderzijde blauwgroen. De met klieren bezette steunblaadjes hebben een gezaagde rand, zijn vlak en niet opgerold en hebben opgerichte en iets afstaande oortjes. De met klieren bezette bladsteel en bladspil zijn dicht behaard en hebben vaak naaldvormige borstels. De bladeren worden lichtgeel voor ze in de herfst afvallen.
Op het noordelijk halfrond loopt de bloeiperiode van rimpelroos loopt van juni tot september. De witte tot donkerroze, 6–8 cm grote bloemen staan alleen of met enkele bijeen en geuren opvallend. De kroonbladen zijn 2,5–5 cm lang en meestal iets gegolfd. De bloemsteel is kaal of viltig behaard en heeft borstels en gesteelde klieren. De ongedeelde kelkbladen zijn gaafrandig en met haren en klieren bezet. De wolligbehaarde stijlen staan vrij.
De rode, spaarzaam met klieren bezette, eetbare rozenbottels zijn 1,5–2 cm lang en 2–2,5 cm breed. De kale of met klieren bezette rozenbottelsteel is 1,52 cm lang. Ze zijn in tegenstelling tot die van de meeste andere rozensoorten enigszins afgeplat en vaak zitten de rechtopstaande kelkbladen er nog aan. Het stijlkanaal is 2,5–4 mm groot. De rozenbottel is een vlezige bloembodem met daarin de nootjesachtige vruchten.
In de nazomer en herfst kan de plant tegelijkertijd bloeien en vruchten dragen.
Het aantal chromosomen is 2n = 14.

## Ecologie
Rimpelroos is een thermofiele soort die voorkomt op droge, kalkhoudende, meso-oligotrofe tot eutrofe bodem. De soort komt vooral vooral in kalkrijke duinlandschappen. Ze verdraagt zeesproei en stuivend zand goed; vaak is zij dan ook een van de eerste struiken achter de zeereep. In niet-kustgebonden landschappen komt rimpelroos veel voor in ruderale milieus, zoals in het bijzonder zandige (midden)bermen van (snel)wegen en spoorwegen. Vooral langs wegen waar 's winters veel gebruikt wordt gemaakt van strooizout kan de soort vegetatievormend optreden.

### Syntaxonomie
In Europa vindt rimpelroos haar optimum als klasse-vreemde soort in de klasse van kruipwilg- en duindoornstruwelen. Bovendien vormt ze soortenarme derivaatgemeenschappen binnen het oorspronkelijke ecologische domein van deze klasse. In Nederland en Vlaanderen onderscheidt men binnen de klasse van kruipwilg- en duindoornstruwelen een derivaatgemeenschap met rimpelroos: de DG Rosa rubiginosa-[Salicetea arenariae].
Verder komt de soort ook voor in de klasse van ruderale gemeenschappen en in de klasse van doornstruwelen (vooral het liguster-verbond en het verbond van sleedoorn en meidoorn).

## Verspreiding
Het natuurlijke verspreidingsgebied van rimpelroos omvat Japan, Korea, de kraj Kamtsjatka, de kraj Primorje, Sachalin, Mantsjoerije en het noordcentrale en noordoostelijke deel van China.
Daarnaast is rimpelroos door de mens geïntroduceerd in andere delen van Azië, grote delen van Noord-Amerika en bijna geheel Europa, waar zij als invasieve soort voorkomt.

## Toepassingen
De zoet ruikende bloemen worden in Japan en China als potpourri gebruikt. De roos wordt in deze landen al duizenden jaren gekweekt.
De soort wordt wereldwijd als sierplant gebruikt. In landen waar 's winters veel pekel gestrooid wordt, wordt de struik ook vanwege haar zouttolerantie langs deze wegen aangeplant. Vaak wordt de botanische wilde vorm aangeplant, maar evenzeer zijn er inmiddels in Europa, en ook in België, zeer veel cultuurvariëteiten van het taxon in de handel.
Rimpelroos laat zich vrij gemakkelijk met andere rozen kruisen. Kwekers waarderen deze soort vanwege haar goede weerstand tegen schimmels als sterroetsdauw.

## Fotogalerij

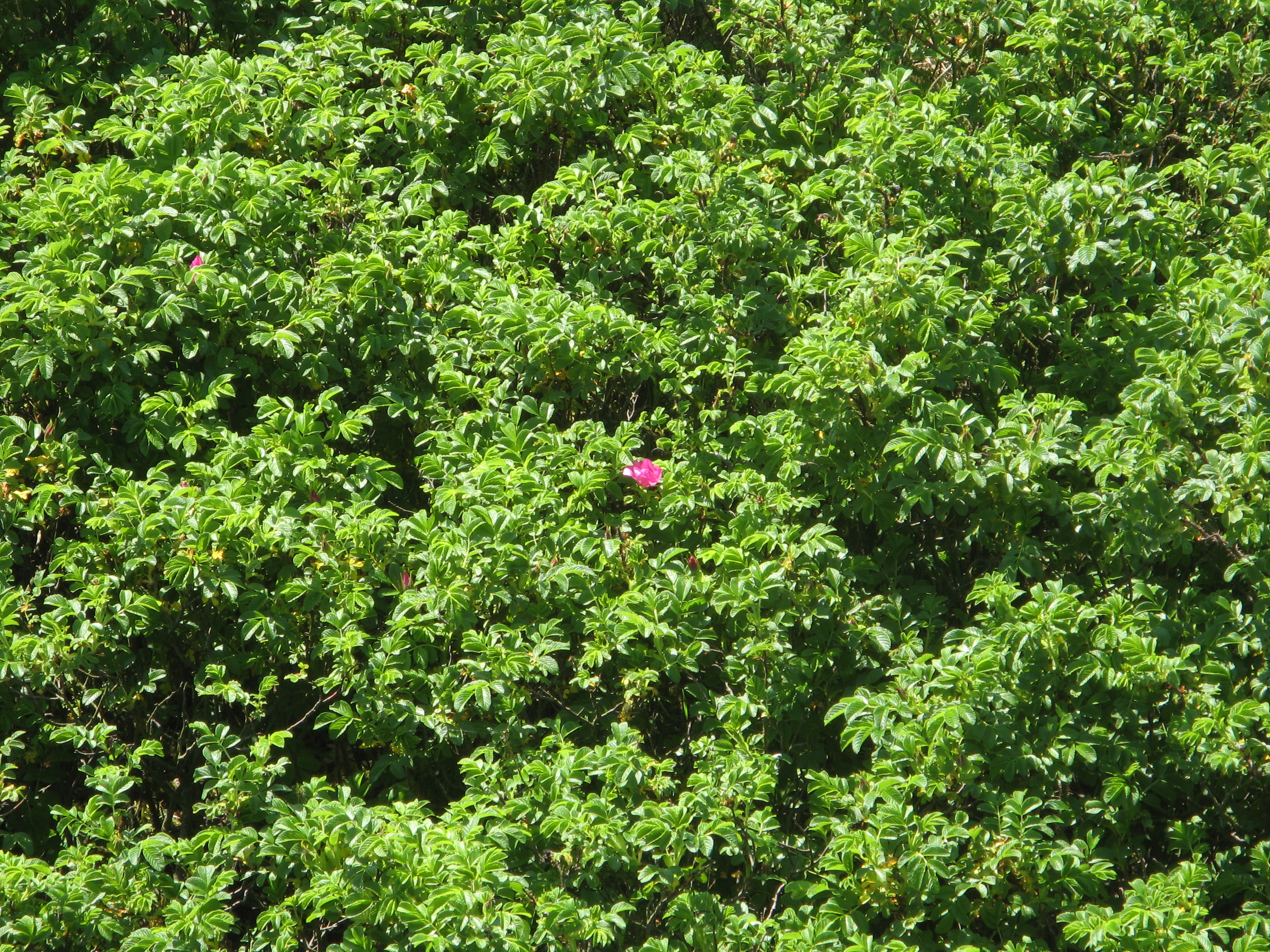
Struiken
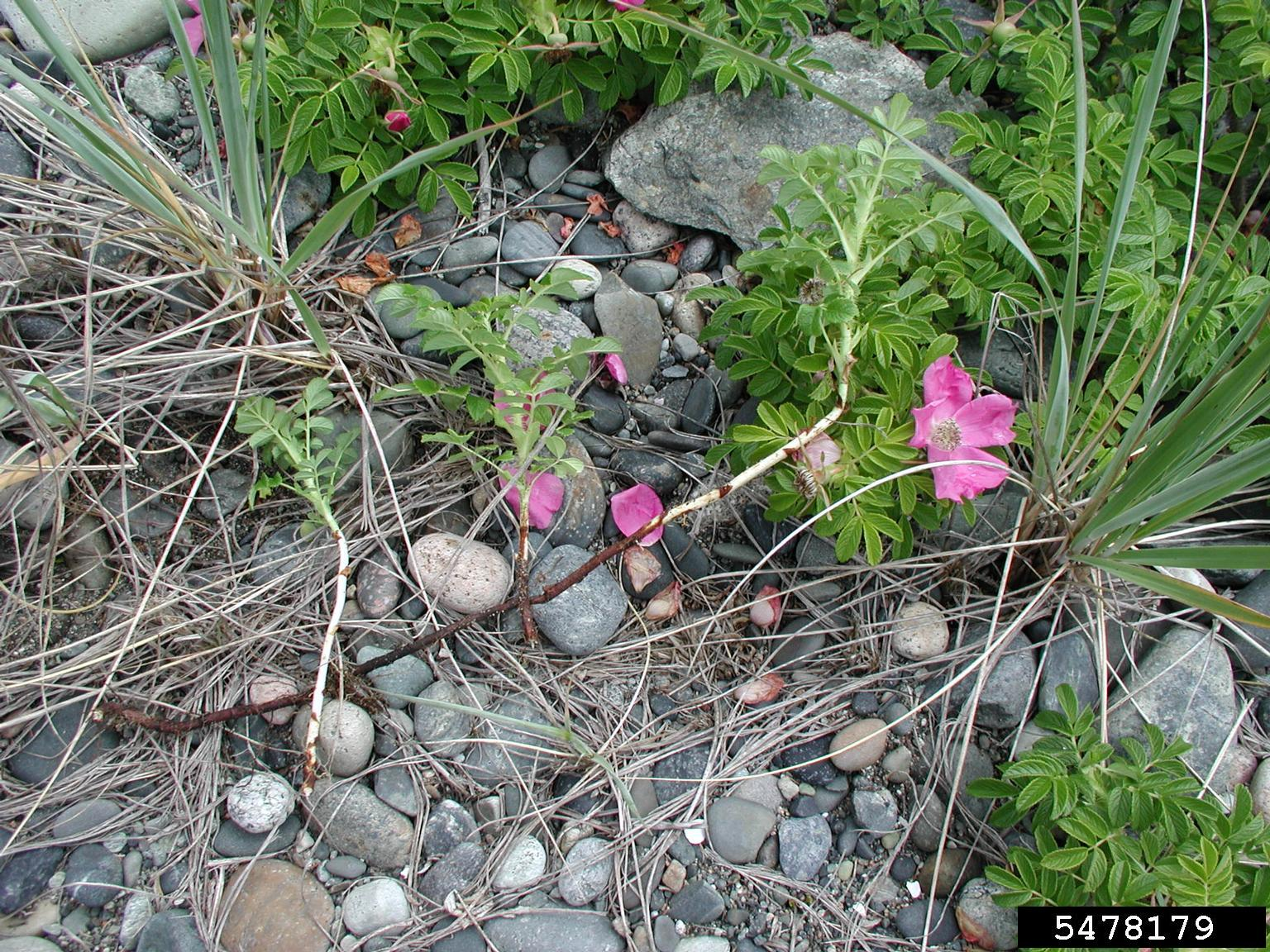
Wortelopslag
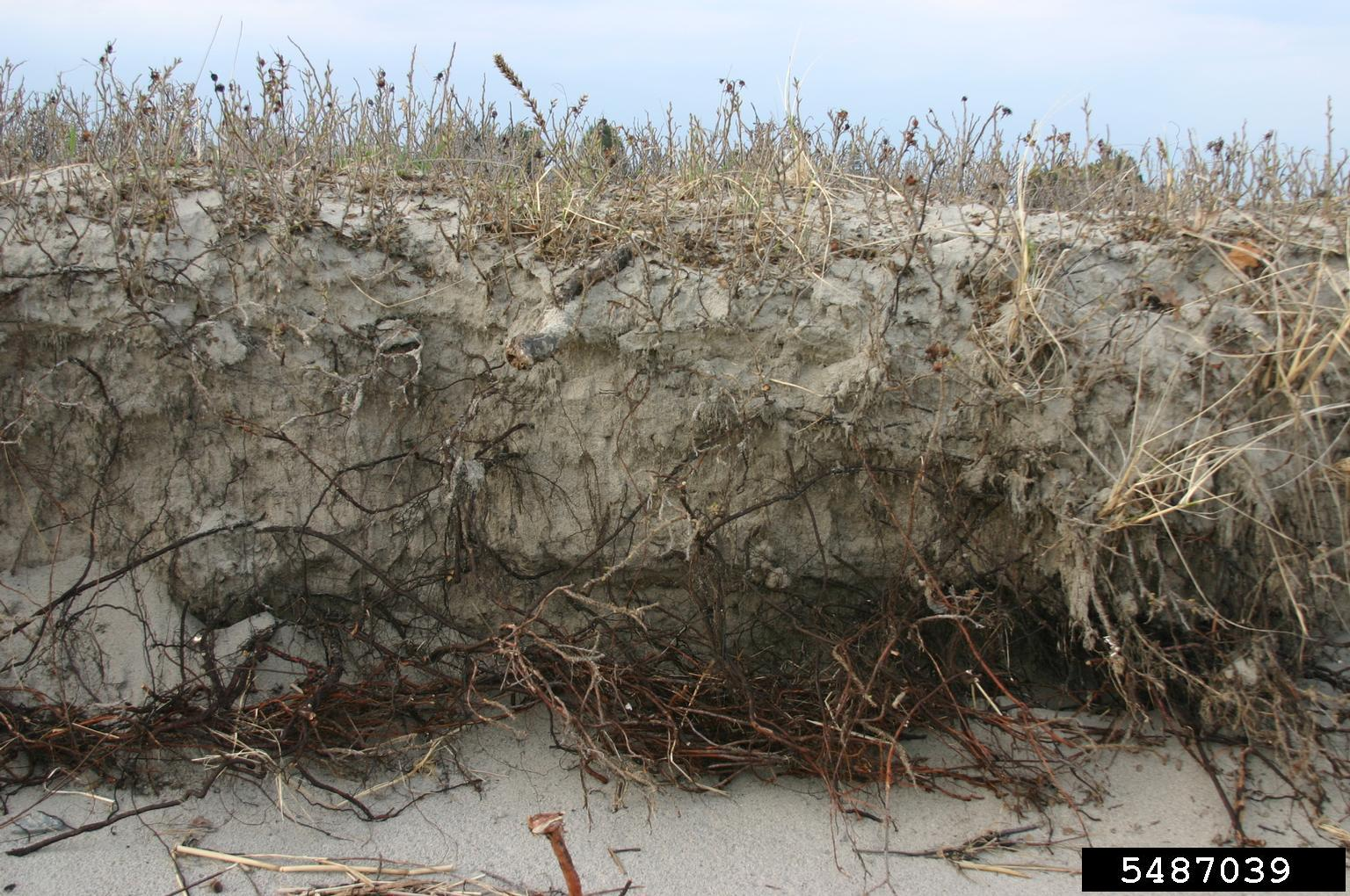
Wortels
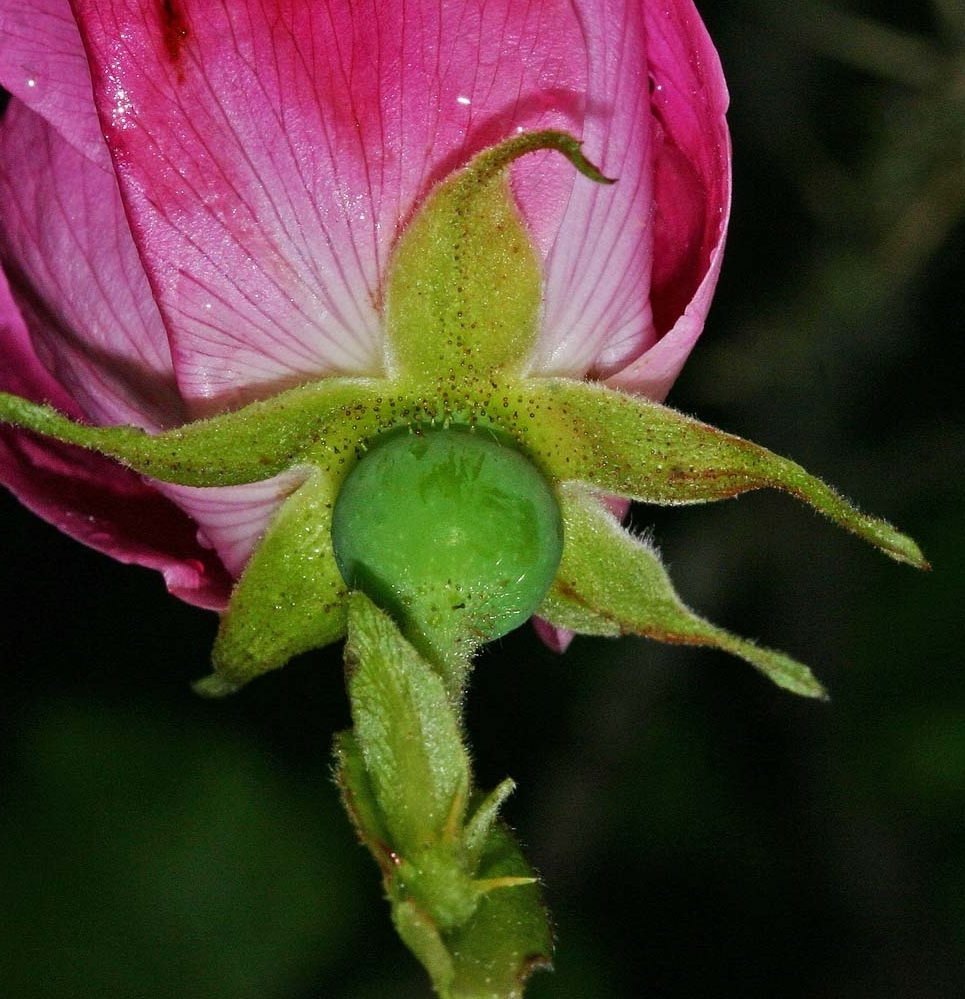
Kelk
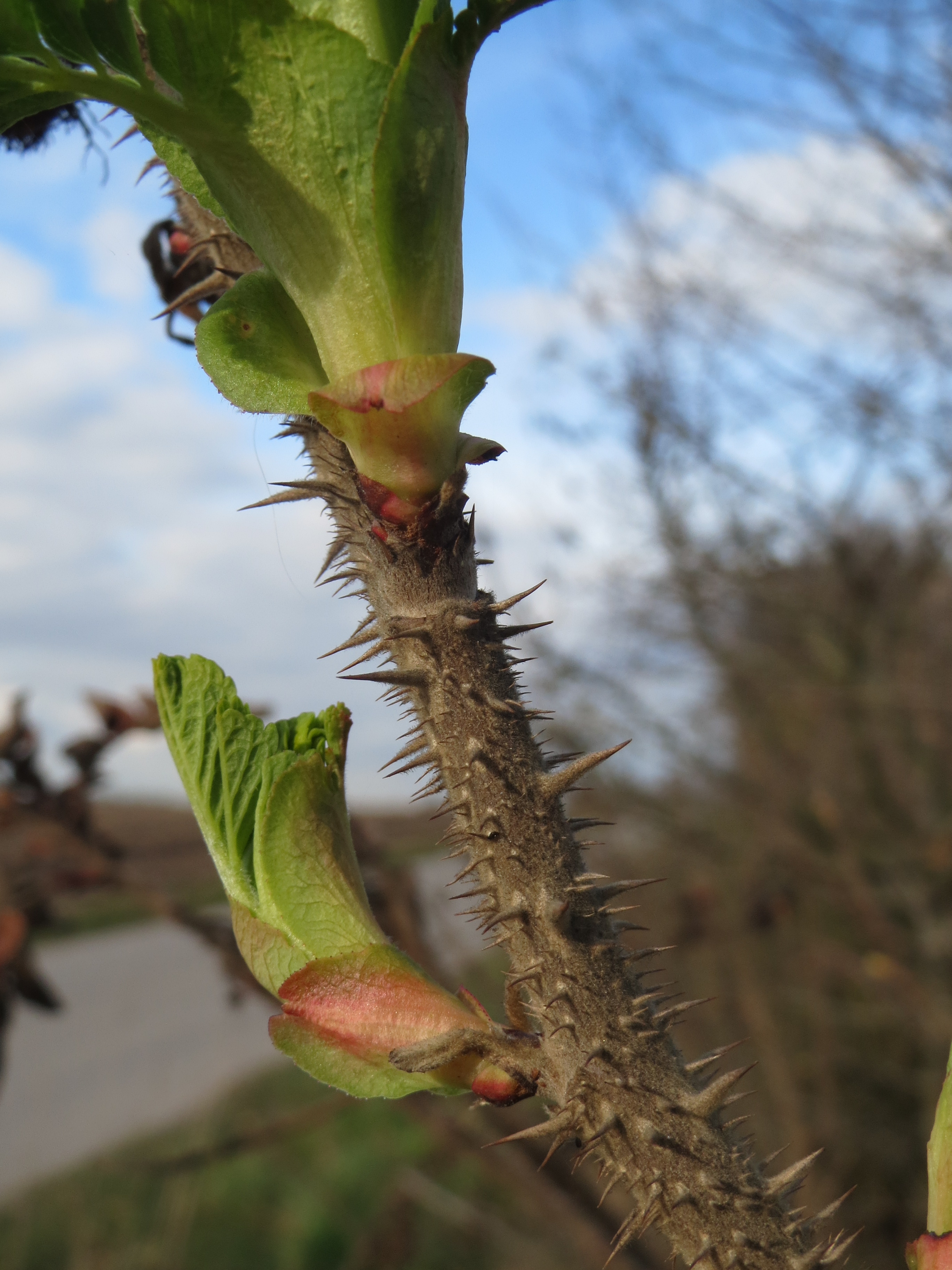
Behaarde stekels
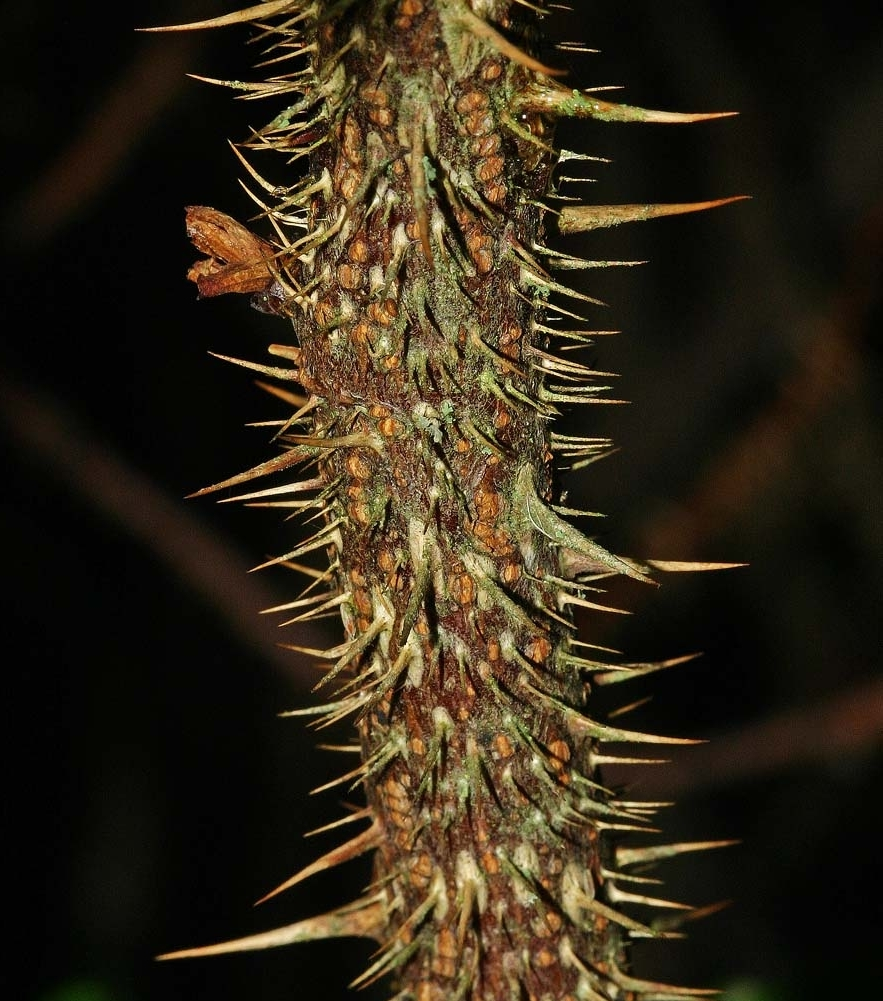
Stekels
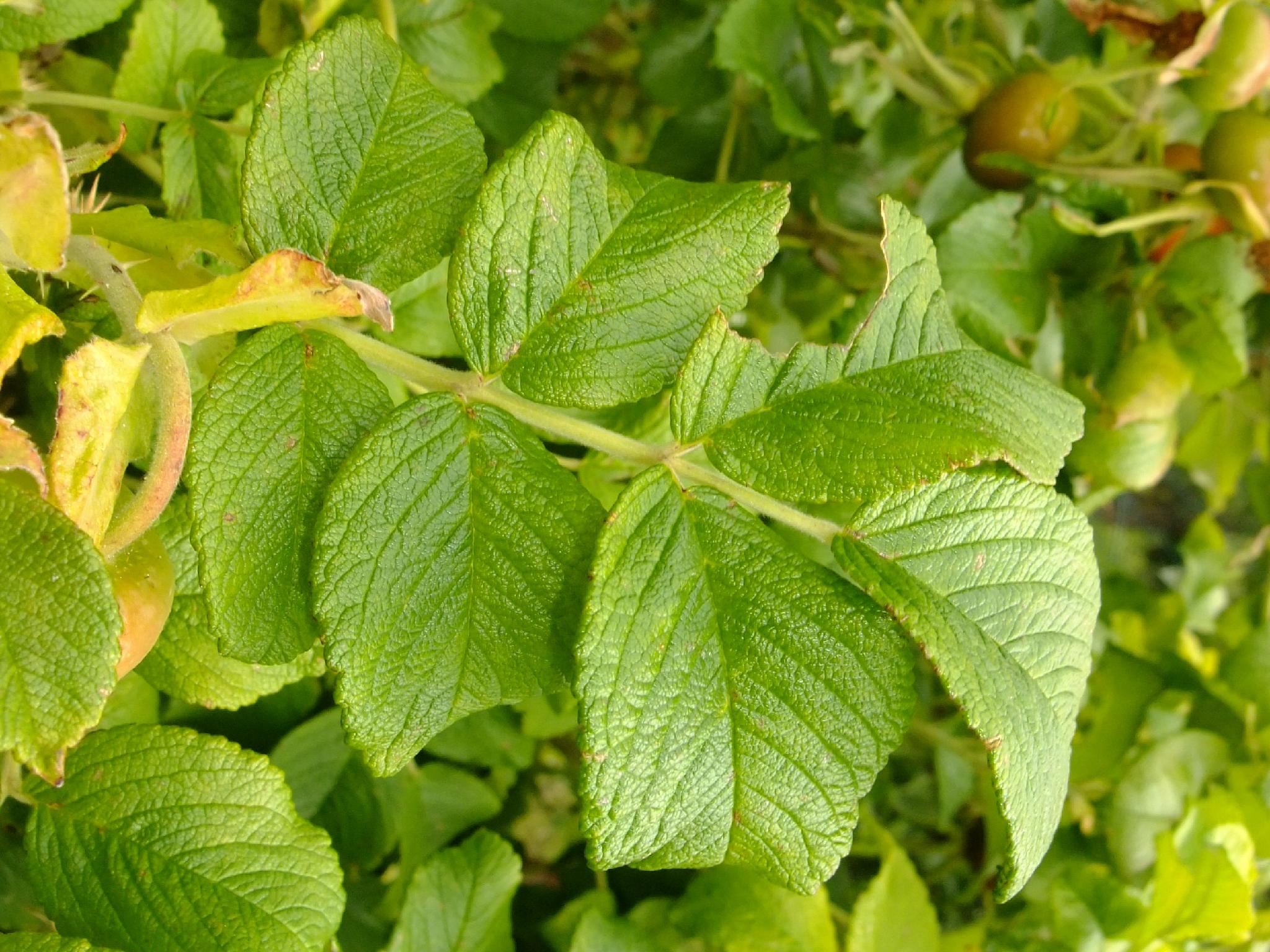
Bovenkant blad
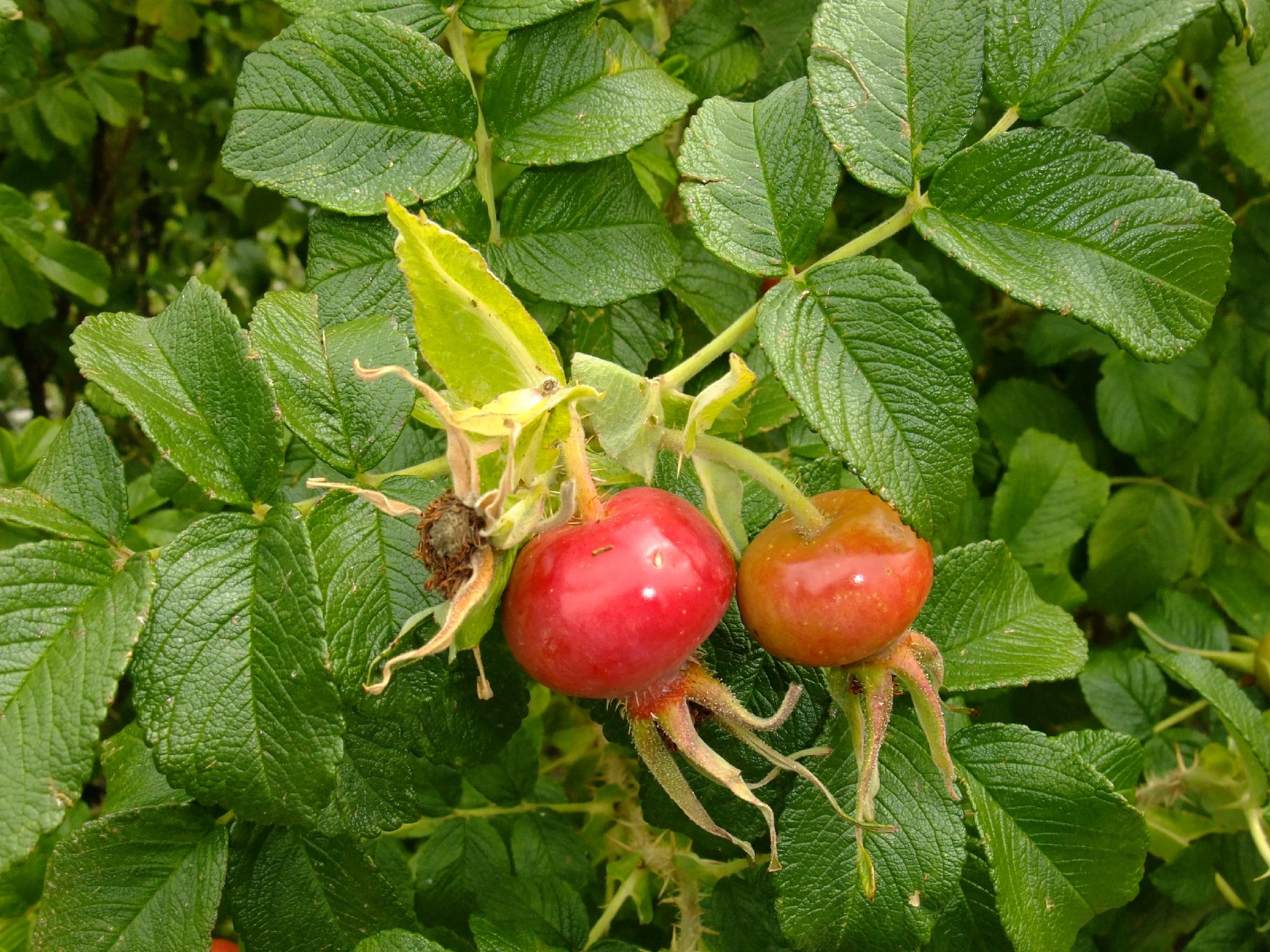
Rozenbottel
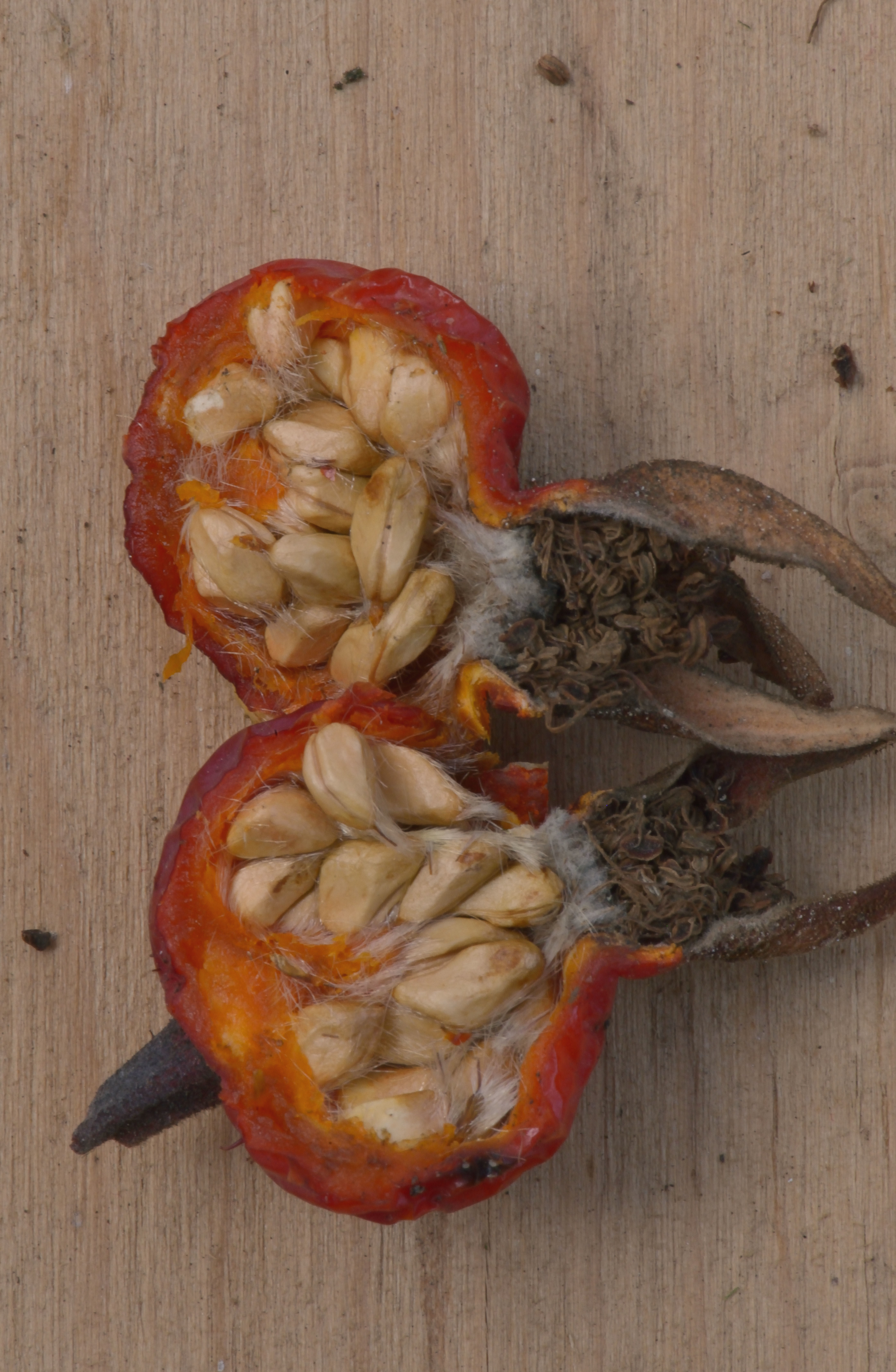
Vruchten (nootjes) in rozenbottel
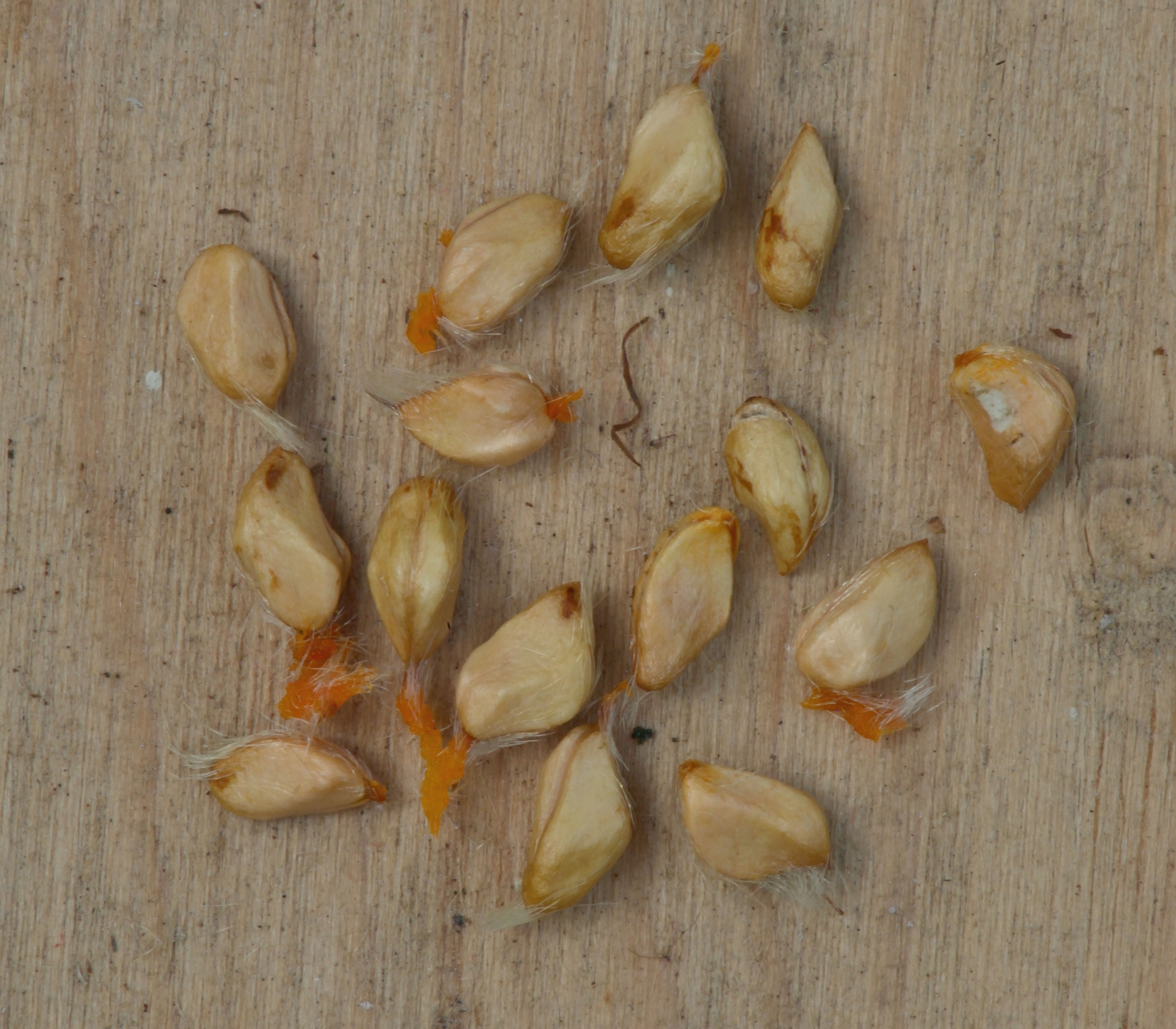
Vruchten (nootjes) los